# Visingsö
Panorama Visingsö

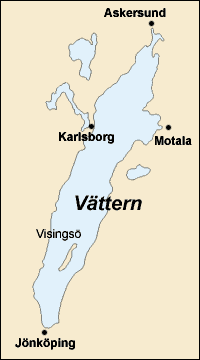
Jezioro Wetter

Visingsö – największa wyspa na jeziorze Wetter o powierzchni 25,04 km² i długości 14 km. Położona w południowej części jeziora ok. 30 km od Jönköping i ok. 6 km od Gränna skąd ma stałe połączenie promowe. Administracyjnie leży w gminie Jönköping.